# Lorenz Heister

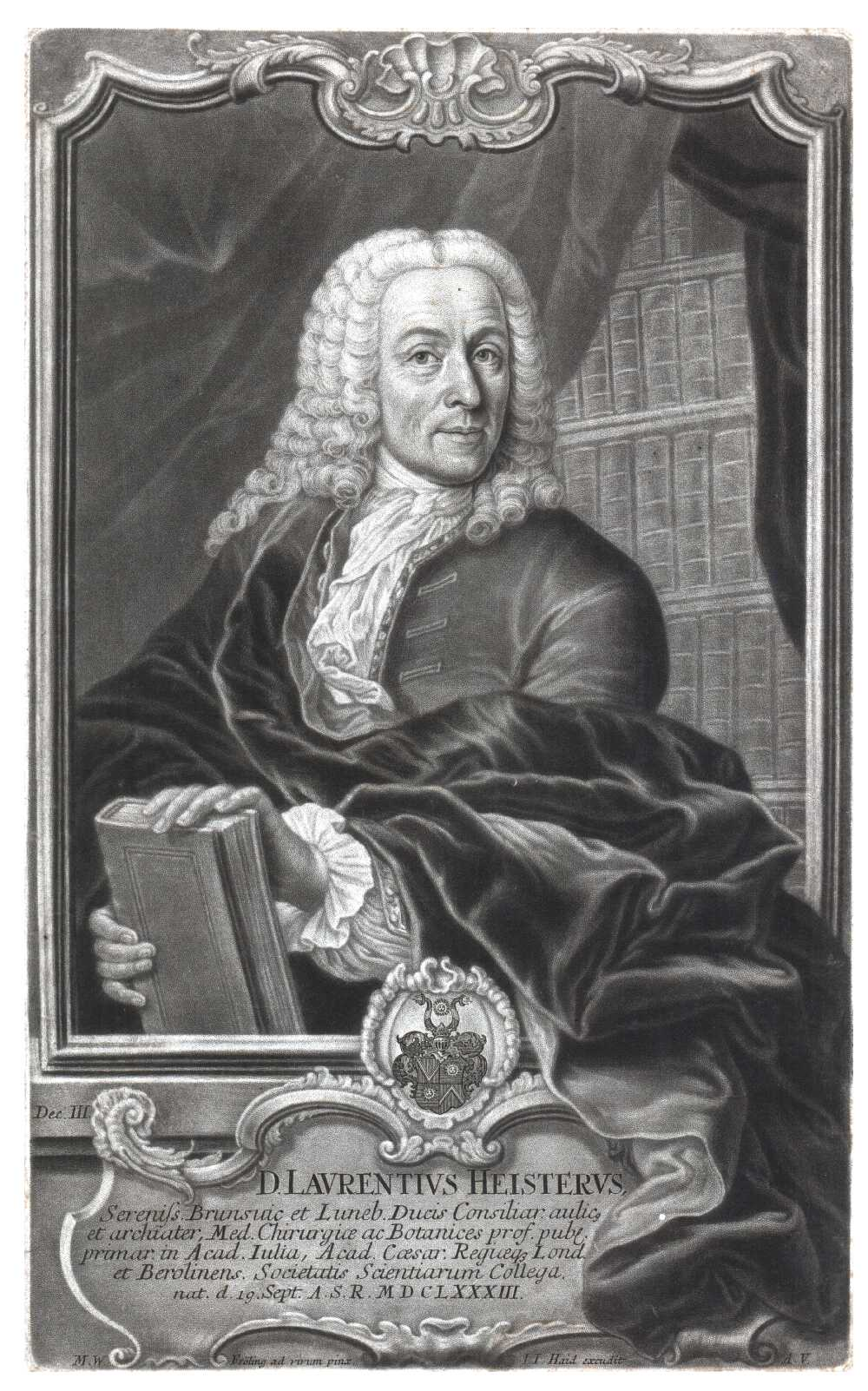
Lorenz Heister, um 1730

Lorenz Heister (* 19. September 1683 in Frankfurt am Main; † 18. April 1758 in Bornum am Elm), latinisiert Laurentius Heister(us), war ein deutscher Chirurg, Botaniker und Anatom, der vor allem für sein chirurgisches Werk bekannt wurde und als Begründer der wissenschaftlichen Chirurgie in Deutschland gilt. Er war Professor der Chirurgie und Anatomie in Altdorf bei Nürnberg und Helmstedt. Ein von Heister geschaffenes chirurgisches Lehrbuch erschien 1719 in Nürnberg und war das bekannteste und am häufigsten aufgelegte Lehrwerk seiner Art im 18. Jahrhundert, das in alle europäischen Sprachen übersetzt wurde. Sein anatomisches Lehrbuch Compendium anatomicum war ebenfalls in fast ganz Europa verbreitet. Heisters offizielles botanisches Autorenkürzel lautet „Heist.“

## Herkunft
Lorenz Heisters Eltern waren der später als Gastwirt und Weinhändler tätige Dielen- und Holzhändler Johann Heinrich Heister (1654–1711) und dessen Ehefrau Maria Alleintz (1653–1731). Deren Gasthaus „Zur Stadt Darmstadt“ befand sich in der Fischergasse, unweit des Frankfurter Doms.

## Leben
Nach dem Besuch des Gymnasiums in Frankfurt nahm Lorenz 1702 in Gießen ein Medizinstudium auf, angeblich inspiriert durch mehrere chirurgische Eingriffe, die der berühmte Doktor Eisenbarth während der Frankfurter Ostermesse im Jahr 1701 im Gasthaus seines Vaters durchgeführt hat. Nachdem sein akademischer Lehrer Georg Christoph Moeller (1663–1740) als Arzt des Reichskammergerichts nach Wetzlar gegangen war, folgte Heister diesem und führte bei ihm ab 1703 für vier Jahre sein Studium fort. Anschließend begab er sich auf Studienreisen nach Holland, um sich in der Chirurgie und Botanik weiterzubilden, zunächst 1706 nach Leiden und später nach Amsterdam, wo er bei dem dortigen Steinschneider und Stadtoperateur Johann Rau ein Collegium Anatomico-Chirurgicum besuchte. Bis Mai 1707 sah er in Amsterdam und Umgebung bei chirurgischen, urologischen, und augenheilkundlichen Operationen in Krankenhäusern zu, die er zur Übung an Leichen wiederholte. Im Spanischen Erbfolgekrieg assistierte er Feldärzten in Brüssel, wo sich Feldhospitäler der englischen und niederländischen Truppen befanden. Anschließend studierte er neben Medizin auch Mathematik sowie Optik und Mechanik, wobei er Glasschleifen und die Herstellung von Mikroskopen erlernte. In Harderwijk wurde er 1708 mit einer Arbeit über den Schichtenaufbau des Auges (De Tunica Choroidea Oculi) zum Doktor der Medizin promoviert, bevor er wieder als Feldarzt in den Krieg zog, etwa im Feldhospital in Brüssel, wo er nach der Schlacht bei Malplaquet und der Belagerung der Festung Mons im Jahr 1709 arbeitete.
Im Jahr 1710 wurde Heister zum Professor an die Universität Altdorf berufen. Vor dem Amtsantritt am 11. November 1710 besuchte er Oxford und Cambridge, lernte auf dieser Reise auch Isaac Newton kennen. Am 18. Februar 1715 wurde er mit dem Cognomen Sostratus I. zum Mitglied der Kaiserlichen Leopoldino-Carolinischen Akademie der Naturforscher („Leopoldina“) und 1730 der Royal Society gewählt. Er war auswärtiges Mitglied der Preußischen Akademie der Wissenschaften.
1719 erreichte Heister der Ruf als Professor der Anatomie und Chirurgie der Universität Helmstedt. Das Lehramt für Anatomie legte er 1730 nieder und besetzte stattdessen den Lehrstuhl für Botanik und theoretische Medizin. Er baute einen botanischen Garten auf, der einer der größten und schönsten in ganz Deutschland gewesen sein soll. Heister sollte mehrmals abgeworben werden, sollte z. B. als Leibarzt von Peter dem Großen nach Petersburg gehen. Er blieb jedoch in Helmstedt. Auch einen 1731 ergangenen Ruf nach Würzburg lehnte er ab. Der Professor Publicus, Herzoglich-Braunschweig-Lüneburgischer „Leib-Medicus“ und Hofrat Heister erwarb in der Nähe Helmstedts, in Räbke am Elm, die Obere Papiermühle, die er ein gutes Jahrzehnt, bis 1742 in Besitz hatte. Anfang April 1758 wurde er in das 20 Kilometer entfernte Dorf Bornum am Elm, heute ein Ortsteil von Königslutter am Elm, gerufen, um einen Patienten zu operieren. Er erkrankte während der Reise und ist am 18. April 1758 im dortigen Pfarrhaus an einem „hitzigen Brustfieber“' gestorben. Beigesetzt wurde er in Helmstedt auf dem St. Stephanskirchhof.
Unter Heister hatte sich auch die praktische Chirurgie erstmals als akademische Disziplin zu etablieren begonnen.

## Familie
Heister heiratete im Jahr 1712 Eva Maria Hildebrandt (1696–1749), die Tochter eines Nürnberger Juristen. Das Paar hatte drei Söhne, von denen zwei jung starben, und sieben Töchter, von denen ebenfalls zwei jung verstarben. Der 1715 in Altdorf geborene Mediziner Elias Friedrich Heister war ein Sohn des Ehepaars und studierte unter Anleitung seines Vaters an der Universität Helmstedt. Die Tochter Margarthe Catharina Justine heiratete den Arzt Johann Wilhelm Widmann  (1721–1766); Sophie Marie heiratete Johann Friedrich Crell († 1747), Professor der Anatomie und Physiologie. Ein Enkel von Lorenz Heister war der Bergrat und Chemiker Lorenz von Crell (1744–1816).

## Ehrungen
Carl von Linné benannte ihm zu Ehren die Gattung Heisteria aus der Pflanzenfamilie der Kreuzblumengewächse (Polygalaceae). Heute wird dieser Name für eine Pflanzengattung Heisteria Jacq. aus der Familie der Olacaceae verwendet.
Im Frankfurter Stadtteil Sachsenhausen wurde eine Straße nach ihm benannt, ebenso in der Stadt Altdorf bei Nürnberg.
Die Heister´sche Klappe am Ductus cysticus wurde nach ihm benannt.

## Chirurgische Instrumente
Lorenz Heister entwickelte mehrere chirurgische Instrumente. Heute noch erhältlich ist der Mundsperrer nach Heister, der dazu dient, das Zubeißen des Patienten während einer Mundoperation zu verhindern. Da zur Lebenszeit Heisters noch keine verlässlichen Anästhesieverfahren existierten, war dieses Instrument unerlässlich zur Durchführung von schmerzhaften Eingriffen durch den geöffneten Mund.

## Schriften

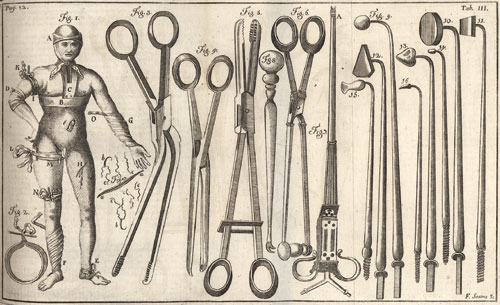
Chirurgisches Gerät, Abbildung aus Heisters Institutiones chirurgicae, in quibus quicquid ad rem chirurgicam pertinet optima et novissima ratione pertractatur. Antonio Cervone, Neapel 1749

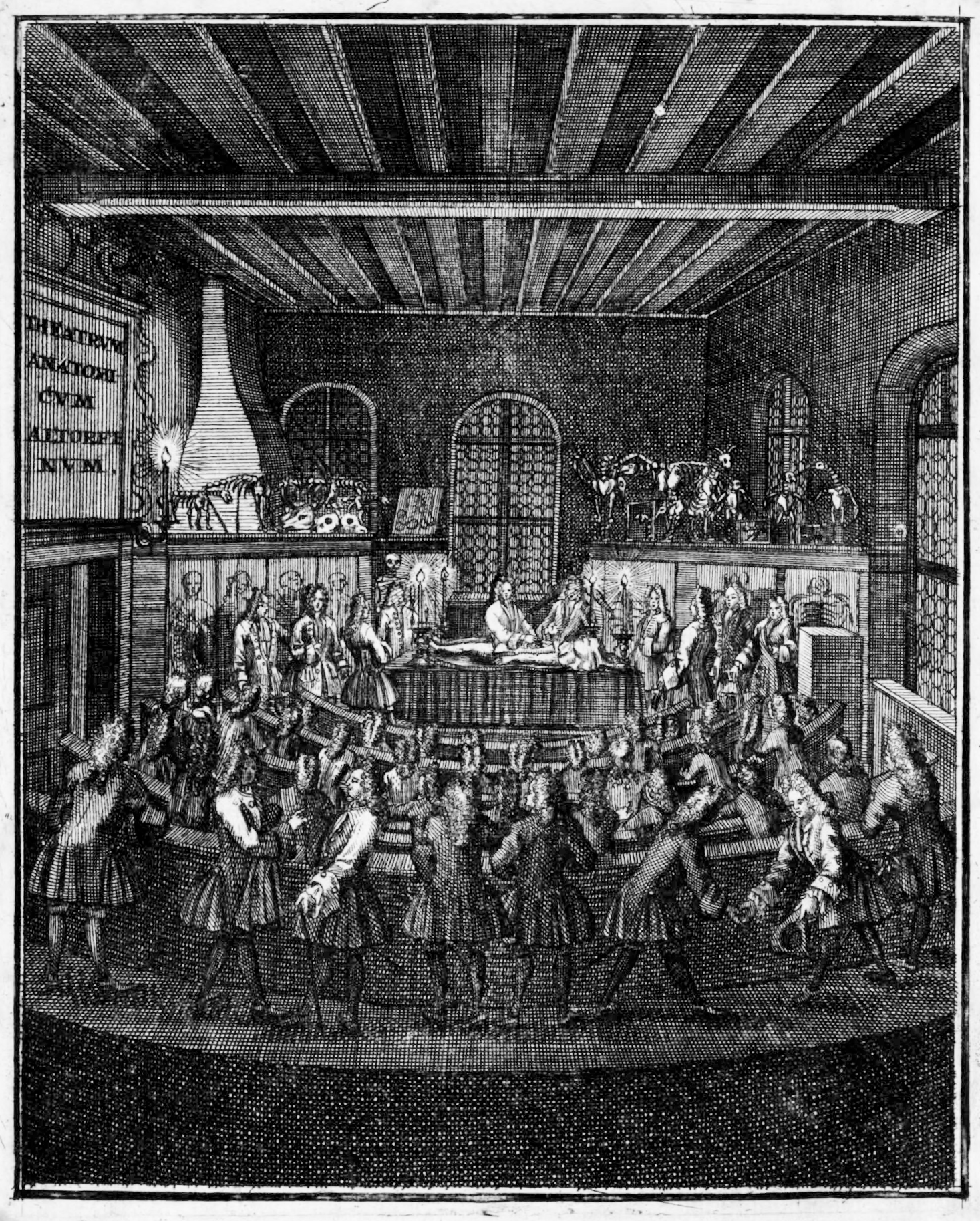
Kupferstich einer Operationsszene aus „Compendium Anatomicum“

1712 erschien eine Schrift über das Wesen des Grauen Stars, der eine Trübung der Linse ist, die einen jahrelangen Gelehrtenstreit in ganz Europa nach sich zog. 1717 fasste er seine zahlreichen anatomischen Studien zusammen in dem Compendium Anatomicum. Dieses Buch war noch lange nach seinem Tod grundlegend für die Anatomieausbildung nicht nur an deutschen Universitäten.
Im Jahr 1718 krönte er seine schriftstellerische Tätigkeit mit der in Nürnberg erstmals erschienenen „Chirurgie“. Das ist ein Buch, „in welcher Alles, was zur Wund-Artzney gehöret, nach der neuesten und besten Art gründlich abgehandelt und in vielen Kupffer-Tafeln die neu erfundenen und dienlichen Instrumenten nebst den bequemsten Handgriffen der chirurgischen Operationen und Bandagen deutlich vorgestellet werden.“ Eine Neuauflage der Chirurgie […]. erschien ebenfalls in Nürnberg 1763. Das im 18. Jahrhundert äußerst beliebte Buch erschien auch in einer vereinfachten Ausgabe für Wundärzte und Hebammen. Die zahlreichen Zeichnungen sind wahrscheinlich von Heister selbst, er hatte schon als Kind das Zeichnen gründlich gelernt, und weil er mit den Kupferstichen in seinen ersten Büchern nicht zufrieden war, hat er als Professor in Altdorf noch das Kupferstechen gelernt. Es wurde in viele Sprachen übersetzt, darunter Japanisch. Seine letzte Auflage erlebte es in Deutschland 1779, also 60 Jahre nach Erscheinen der Erstauflage. Heister gilt aufgrund dieses Werkes als der Begründer der wissenschaftlichen Chirurgie in Deutschland.
Im Jahr 1717 erschien in Altdorf die erste Auflage seines in Nürnberg verfassten Compendium Anatomicum auf Lateinisch. Im Jahr 1721 dann die Ausgabe Compendium Anatomicum, welches die gantze Anatomie aufs allerkürtzeste in sich begreifft, Aus dem Lateinischen in das Teutsche übersetzet. Nach August Hirsch war es zu seiner Zeit das „fast in ganz Europa“ herrschende Werk dieser Art und erlebte etliche weitere Auflagen, etwa 1727 und 1732 sowie Venedig 1730 und Amsterdam 1730.
- D[octoris] Laurentii Heisters Practisches medicinisches Handbuch, oder kurtzer, doch hinlänglicher Unterricht, wie man die innerliche Kranckheiten am besten curiren soll. Nebst einer Abhandlung von der Vortrefflichkeit der mechanischen Artzeney-Lehre. 2. Auflage. 1749 Digitalisierte Ausgabe der Universitäts- und Landesbibliothek Düsseldorf

1753 erschien sein Werk Medicinische, Chirurgische und Anatomische Wahrnehmungen, verlegt bei Johann Christian Kerve in Rostock, das unter anderem etwa 1200 Krankengeschichten enthält.
Außerdem verfasste er mehrere botanische Schriften, unter anderem:
- Laurentii Heisteri Systema plantarum …. 1748.
- Descriptio novi generis plantae rarissimae …. 1753.
- Vorwort in: Dr. Daniel Turners, Mitglied des Collegii Medici in London, Syphilis oder Praktische Abhandlung von der Venus-Seuche in zweyen Theilen. Nebst Dr. Boerhavens Nachricht von der Gonorrhoea, auch anderen Zusätzen des Verfassers und einer Vorrede des Herrn Hofrath Heisters. Denen Deutschen Wund-Ärzten zum Nutzen aus dem Englischen übersetzet von einem der die Wundarzneney liebet. Deetz sehl. Wittwe und Runge, Zelle/Leipzig 1754.